# Cotiso
Cotiso war ein in der zweiten Hälfte des 1. Jahrhunderts v. Chr. lebender König der Daker oder Geten.
Nach dem Zerfall des vereinigten Dakerreiches des Burebista dürfte Cotiso seit etwa 40 v. Chr. im Bereich der unteren Donau regiert haben. Im Römischen Reich entspann sich wenig später, ab 33 v. Chr., zwischen den beiden Triumvirn Marcus Antonius und Octavian ein Propagandakrieg, der schließlich in eine militärische Auseinandersetzung um die Alleinherrschaft im Römischen Reich mündete. Zu dieser ideologischen Auseinandersetzung gehörte die – wenig glaubwürdige – Aussage des Antonius, dass Octavian seine seit 36 v. Chr. Antonius’ Sohn Marcus Antonius Antyllus versprochene Tochter Iulia mit Cotiso verlobt und selbst dessen Tochter zur Gemahlin gewünscht habe. Wahrscheinlich um 30/29 v. Chr. führte Cotiso einen Einfall über die Donau durch, musste sich aber den Römern geschlagen geben.
Cotiso wird vom römischen Geschichtsschreiber Florus im Zusammenhang mit dem Feldzug des Gnaeus Cornelius Lentulus Augur erwähnt. Lentulus war wenige Jahre nach seinem Konsulat (14 v. Chr.) römischer Statthalter auf dem Balkan und trieb bei seinem dortigen Feldzug die Daker über die Donau zurück. Etwas vor Lentulus war Marcus Vinicius, Konsul des Jahres 19 v. Chr., dort Statthalter gewesen. Einer ihn ehrenden Inschrift aus Italien zufolge ist er als erster römischer Feldherr über die Donau nach Dakien vorgedrungen. Cotiso wird in diesem Zusammenhang zwar in keiner Quelle explizit erwähnt, wird aufgrund der zeitlichen Zusammenhänge aber als Kontrahent des Vinicius angenommen.

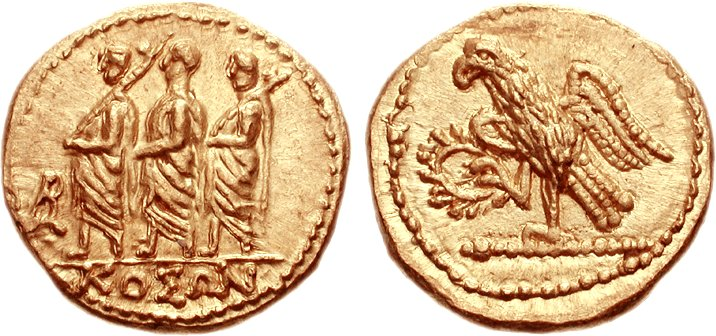
Getisch-dakische Münze, deren Motive die römische Währung dieser Zeit imitieren und die auf der Vorderseite (Avers) im Abschnitt die Buchstabenfolge „Koson“ (ΚΟΣΟΝ) trägt

Teilweise wurde in der Forschung angenommen, hinter der Aufschrift „Koson“ (ΚΟΣΟΝ) auf dakischen Münzen aus dieser Zeit verberge sich der Cotiso der römischen Quellen. Andere Wissenschaftler setzen Cotiso mit Comosicus gleich, der in der gotischen Königsliste des Jordanes als Herrscher aus der Zeit des Kaisers Tiberius aufgeführt wird. Da die Daker in dieser Epoche jedoch in verschiedene, teilweise verfeindete Teilstämme aufgespalten waren, sind diese Gleichsetzungen rein spekulativ.